# 不老会
公益財団法人不老会（ふろうかい）は、愛知用水の発案者・久野庄太郎（1900年（明治33年）11月25日 - 1997年（平成9年）4月8日）によって設立された献体を振興する公益財団法人。

## 概要
元文部科学省所管。1962年（昭和37年）設立。愛知県名古屋市中区に事務所を置く。

## 沿革
知多半島の台地の農業開発を促進する為、久野と当時安城農林高校教諭だった浜島辰雄によって発案された愛知用水は、1961年（昭和36年）に完成した。用水の完成によって知多半島の住民生活は著しく向上し、産業も発展したが、反面完成までに56名の犠牲者が出た。中でもバイパストンネル工事は難工事で5人の犠牲者が出た。この犠牲者は、知多市の梅の名所・佐布里池（愛知用水の調整池）のほとりの治水神社に祀られている。
この犠牲者に対し、久野は「私が殺したようなものだ。私がこんな仕事を始めなければ、この人達は死ななかった。」と嘆き悲しみ現場にひれ伏したという。その後、久野は犠牲者の戒名をもらって家でも朝夕供養に努めたが気が治まらず、工事現場の土を集め常滑の柴山清風に水利観音500体を造ってもらい、恩人に配布して供養を依頼した。しかしそれでも工事の犠牲者やその遺族の心情を想い苦悩していた。
1961年（昭和36年）6月、久野が苦しい胸中を当時の名古屋大学総長勝沼精蔵に告白したところ、「医師の養成のためには解剖を教えなければならない。しかし現在、大学医学部では解剖用遺体が絶対的に不足している。あなたもいっそのこと献体運動に身をささげては」と助言された。久野は即座に献体の意思を示し、献体登録（同年7月、夫人も登録）した。この登録によって久野は心の安らぎを得たといい、その後は精力的に献体活動への働きかけを家族や用水建設時の仲間に行った。これが不老会の始まりである。

## 年表
- 1962年（昭和37年） - 献体の有志120名が集まり、久野を会長として不老会発会式が行われる。名古屋大学医学部と提携していた。
- 1966年（昭和41年） - 月刊の機関紙「不老会だより」を発刊。
- 1967年（昭和42年） - 三重大学医学部と提携開始。
- 1968年（昭和43年） - 名古屋市立大学医学部・愛知学院大学歯学部と提携。
- 1971年（昭和46年） - 「不老会だより」に代わって機関紙「不老」を発行開始。
- 1972年（昭和47年） - 財団法人化。久野が理事長就任。事務所は久野自宅敷地内。
- 1974年（昭和49年） - 名古屋保健衛生大学（現在の藤田医科大学）医学部と提携開始。
- 1976年（昭和51年） - 愛知県眼衛生協会（アイバンク）事業の開始に伴って同協会への献眼を開始する。
- 1978年（昭和53年） - 愛知医科大学医学部と提携を開始。翌年事務所を名古屋市内のビルへ移転。
- 1983年（昭和58年） - 三重大学医学部との提携解消。
- 1985年（昭和60年） - 名古屋市平和公園に献体者慰霊塔たる「献体の塔」を建設（計画開始は1982年（昭和57年））。
- 2006年（平成18年） - 特定公益増進法人に認定される。